# Opérations Reckless et Persecution

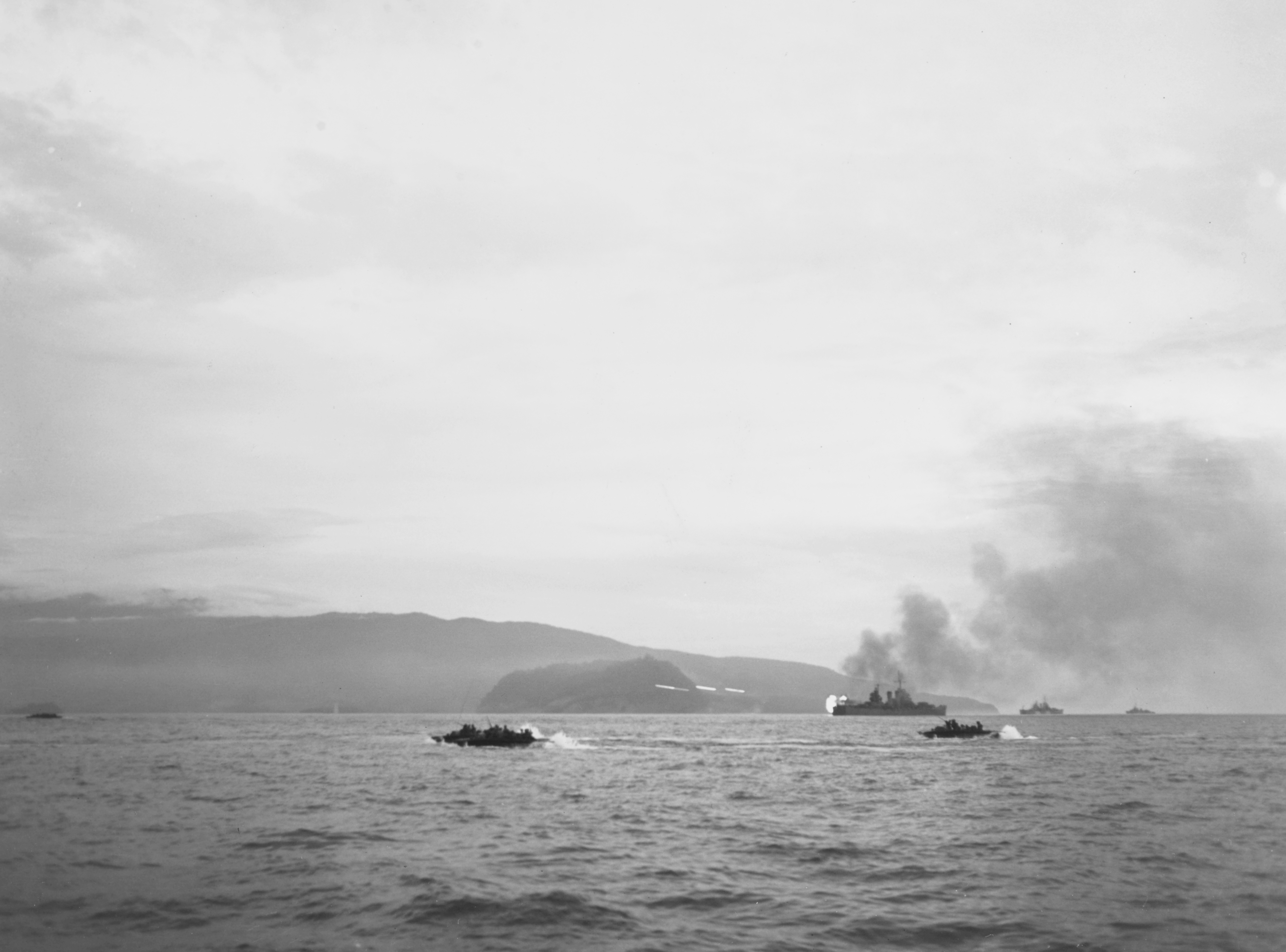
Des LVT (au premier plan) se dirigent vers les plages d'invasions de la baie de Humboldt, en Nouvelle-Guinée néerlandaise, pendant que les croiseurs légers et bombardent le rivage (22 avril 1944).

Les opérations Reckless et Persecution sont deux débarquements amphibies Alliés menées à Hollandia et Aitape durant la campagne de Nouvelle-Guinée pendant la Seconde Guerre mondiale. Elles débutent conjointement le 22 avril 1944. 

## Les opérations
Dans l'opération Reckless, les 24e et 41e divisions d'infanterie américaines — sous le commandement du lieutenant général Robert L. Eichelberger — débarquent dans les baies de Tanahmerah et Humboldt près de Hollandia, en Nouvelle-Guinée néerlandaise. L'opération est un succès et s'achève quatre jours plus tard par la prise du secteur de la ville. 
Dans l'opération Persecution, le 163e régiment d'infanterie (détachée de la 41e division d'infanterie américaine), aidé par la No. 62 Wing RAAF de la RAAF, débarquent simultanément à Aitape, dans le territoire australien de Nouvelle-Guinée (plus tard Papouasie-Nouvelle-Guinée) à environ 230 km à l’est de Hollandia. L'opération est un succès et s'achève le 4 mai par le retrait des derniers éléments japonais de la zone. 
Plus de 80 000 soldats américains débarquèrent en tout lors de ces deux assauts, mobilisant 217 navires transportant hommes, matériel et ravitaillement. 